# Bawcomville
Bawcomville – jednostka osadnicza w Stanach Zjednoczonych, w stanie Luizjana, w parafii Ouachita.